# 溫泉鱗頭鰍
溫泉似鱗頭鰍為輻鰭魚綱鯉形目鰍科的其中一種，為熱帶淡水魚，分布於亞洲印度及斯里蘭卡淡水流域，體長可達38公分，棲息在沙底質底層水域，以有機碎屑及藻類為食，生活習性不明，可做為觀賞魚。

## 扩展阅读
維基物種上的相關：溫泉似鱗頭鰍